# Unterjesingen
Unterjesingen is een plaats in de Duitse gemeente Tübingen, deelstaat Baden-Württemberg, en telt 2758 inwoners (2010).